# 亀田紳一郎
亀田 紳一郎（かめだ しんいちろう、1965年 - ）は、日本の弁護士。仙台弁護士会会長や、日本弁護士連合会副会長を務めた。

## 人物・経歴
東北大学法学部卒業後、1992年弁護士登録。1995年ひかり法律事務所開設。2006年日本司法支援センター宮城地方事務所副所長。2010年仙台弁護士会副会長。2012年東北弁護士会連合会代表幹事。2013年仙台弁護士会法律相談センター運営委員会委員長。2013年日弁連交通事故相談センター宮城県支部長。2015年仙台弁護士会常議員会議長。
2017年から仙台弁護士会会長及び東北弁護士会連合会副会長を務め、裁判所での所持品検査への反対する意見書を提出するなどした。2018年日本弁護士連合会副会長。